# Werner Hodel
Werner Hodel (* 1951) ist ein deutscher Spieleautor. Sein Spiel Mississippi Queen wurde 1997 als Spiel des Jahres ausgezeichnet.

## Biografie
Werner Hodel war bis zu seinem Ruhestand im Jahr 2014 Lehrer für Mathematik und Physik am Albert-Schweitzer-Gymnasium in Crailsheim in Baden-Württemberg. Als Hobby-Spieleautor entwickelte er einfache Spiele, darunter zuerst das Spiel Erste Hilfe, dass er für die heimische Sektion des Deutschen Roten Kreuzes, bei der er selbst Zugführer war, erarbeitete und über diesen in einer Kleinauflage von 550 Exemplaren verkaufte. Weitere frühe Spiele waren Quattrofort und Exagon, die er jedoch nicht in regulären Verlagen unterbringen konnte. Er gründete entsprechend mit der Edition Malibu einen eigenen Kleinverlag, über die er seine Spiele vertrieb.
Mit seinem Schlauchbootrennspiel Rafting nahm er 1995 bei dem Wettbewerb für Spieleautoren des „Hippodice Spieleclub e. V.“ den 3. Platz, wodurch es die Aufmerksamkeit von Wolfgang Lüdtke von Goldsieber Spiele erregte. Dieser sicherte sich den Prototypen und entwickelte diesen mit Hodel weiter. Anfang 1997 erschien das Spiel als Mississippi Queen zur Nürnberger Spielwarenmesse bei Goldsieber als erste Veröffentlichung Hodels in einem größeren Verlag. Es wurde im gleichen Jahr Spiel des Jahres und mit Mississippi Queen: The Black Rose wurde im Folgejahr eine Erweiterung veröffentlicht.
Werner Hodel ist verheiratet und hat eine Tochter.

## Ludografie
- Quattrofort (Edition Malibu, 1985)
- Exagon (Edition Malibu, 1985)
- Erste Hilfe (Edition Malibu, 1985)
- Drift (Edition Malibu, 1986)
- Was ist mein Zoo ohne Tiere?! (Edition Malibu, 1987)
- 23 Reisespiele (Edition Malibu, 1987)
- Jetzt geht’s rund (Spiel Spass Verlag, 2012)
- Mississippi Queen (Rio Grande Games, 1997; Goldsieber, 1997)
- Mississippi Queen: The Black Rose (Rio Grande Games, 1998; Goldsieber, 1998)
- Trau Dich! (spielbox, 2000)
- Drachentreppe (Gerhards Spiel und Design, 2024)